# Совхоз «Коллективизатор»
Совхоз «Коллективизатор» — село в Жиздринском районе Калужской области России. Административный центр сельского поселения «Село Совхоз Коллективизатор». Находится в пригородной зоне города Жиздры.

## География
Совхоз «Коллективизатор» находится в южной части региона, в зоне хвойно-широколиственных лесов, в пределах юго-западных склонов Среднерусской возвышенности, на реке Бродна, на пересечении региональных автодорог 29Н-151 и 29Н-165, примыкая к юго-западной окраины города Жиздры, административного центра района.

### Климат
Климат характеризуется как умеренно континентальный, с тёплым летом и умеренно морозной снежной зимой. Среднегодовая многолетняя температура воздуха составляет 4 — 4,6 °С. Средняя температура воздуха самого тёплого месяца (июля) — 18,3 °C (абсолютный максимум — 37 °C); самого холодного (января) — −9 — −8 °C (абсолютный минимум — −45 °C). Безморозный период длится в среднем 149 дней. Среднегодовое количество атмосферных осадков составляет 654 мм, из которых 441 мм выпадает в период с апреля по октябрь. Снежный покров держится в течение 130—145 дней.

## Население
| 2002 | 2010 |
| ---- | ---- |
| 383  | ↗464 |

### Национальный состав
Согласно результатам переписи 2002 года, в национальной структуре населения русские составляли 96 % из 383 чел.

## Известные уроженцы, жители
Тимашов, Денис Владимирович — гвардии младший сержант Вооружённых Сил Российской Федерации, участник антитеррористических операций в период Второй чеченской войны, погиб при исполнении служебных обязанностей во время боя 6-й роты 104-го гвардейского воздушно-десантного полка у высоты 776 в Шатойском районе Чечни.

## Инфраструктура
Основа экономики — сельское хозяйство.

## Транспорт
Остановка общественного транспорта «Совхоз «Коллективизатор»». 